# Osborne Acres
Osborne Acres est une communauté située dans la province d'Alberta, dans le centre.